# Gambas
Gambas és un llenguatge de programació lliure derivat de BASIC similar a Visual Basic de Microsoft per a sistemes Unix. Utilitza les llibreries Qt. Es distribueix amb llicència GNU GPL. Està inspirat també pel Java.
Permet crear formularis, botons de comandes, quadres de text o enllaçar bases de dades com ara MySQL, PostgreSQL o SQLite.